# Pristimantis bipunctatus
Pristimantis bipunctatus är en groddjursart som först beskrevs av William Edward Duellman och Hedges 2005.  Pristimantis bipunctatus ingår i släktet Pristimantis och familjen Strabomantidae. IUCN kategoriserar arten globalt som otillräckligt studerad. Inga underarter finns listade i Catalogue of Life.